# 中川村 (静岡県賀茂郡)
中川村（なかがわむら）は、静岡県の東部、那賀郡・賀茂郡に属していた村。
現在の松崎町北部にあたる。本項では発足時の名称である中ノ郷村についても述べる。

## 地理
- 山：長九郎山、婆娑羅山、大野山
- 河川：那賀川

## 歴史
- 1889年（明治22年）4月1日 - 町村制の施行により、池代村、大沢村、船田村、峰輪村、那賀村、建久寺村、吉田村、門野村および賀茂郡南郷村、明伏村、小杉原村が合併して那賀郡中ノ郷村が発足。
- 1891年（明治24年）6月11日 - 中ノ郷村が中川村に改称。
- 1896年（明治29年）4月1日 - 郡制の施行により所属郡が賀茂郡に変更。
- 1955年（昭和30年）3月31日 - 松崎町と合併し、改めて松崎町が発足。同日中川村廃止。

## 名所・旧跡・観光スポット・祭事・催事
- 大沢温泉